# Cantone di Le Châtelard
Il Cantone di Le Châtelard era una divisione amministrativa dell'arrondissement di Chambéry.
È stato soppresso a seguito della riforma complessiva dei cantoni del 2014, che è entrata in vigore con le elezioni dipartimentali del 2015.
Comprendeva i comuni di:
- Aillon-le-Jeune
- Aillon-le-Vieux
- Arith
- Bellecombe-en-Bauges
- Le Châtelard
- La Compôte
- Doucy-en-Bauges
- École
- Jarsy
- Lescheraines
- La Motte-en-Bauges
- Le Noyer
- Saint-François-de-Sales
- Sainte-Reine